# Agia Irini (Kyrenia)

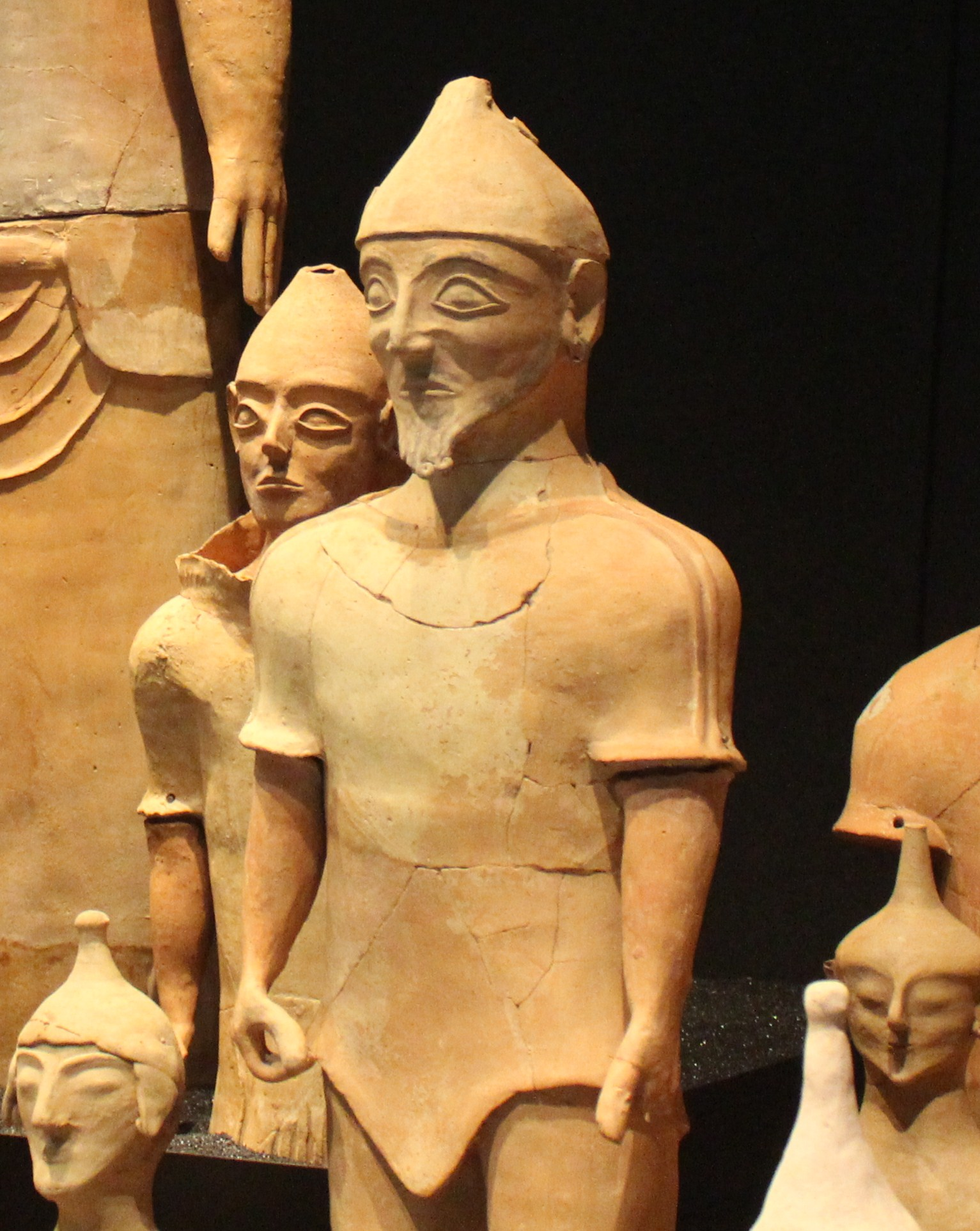
Votivgaben, Terrakotta

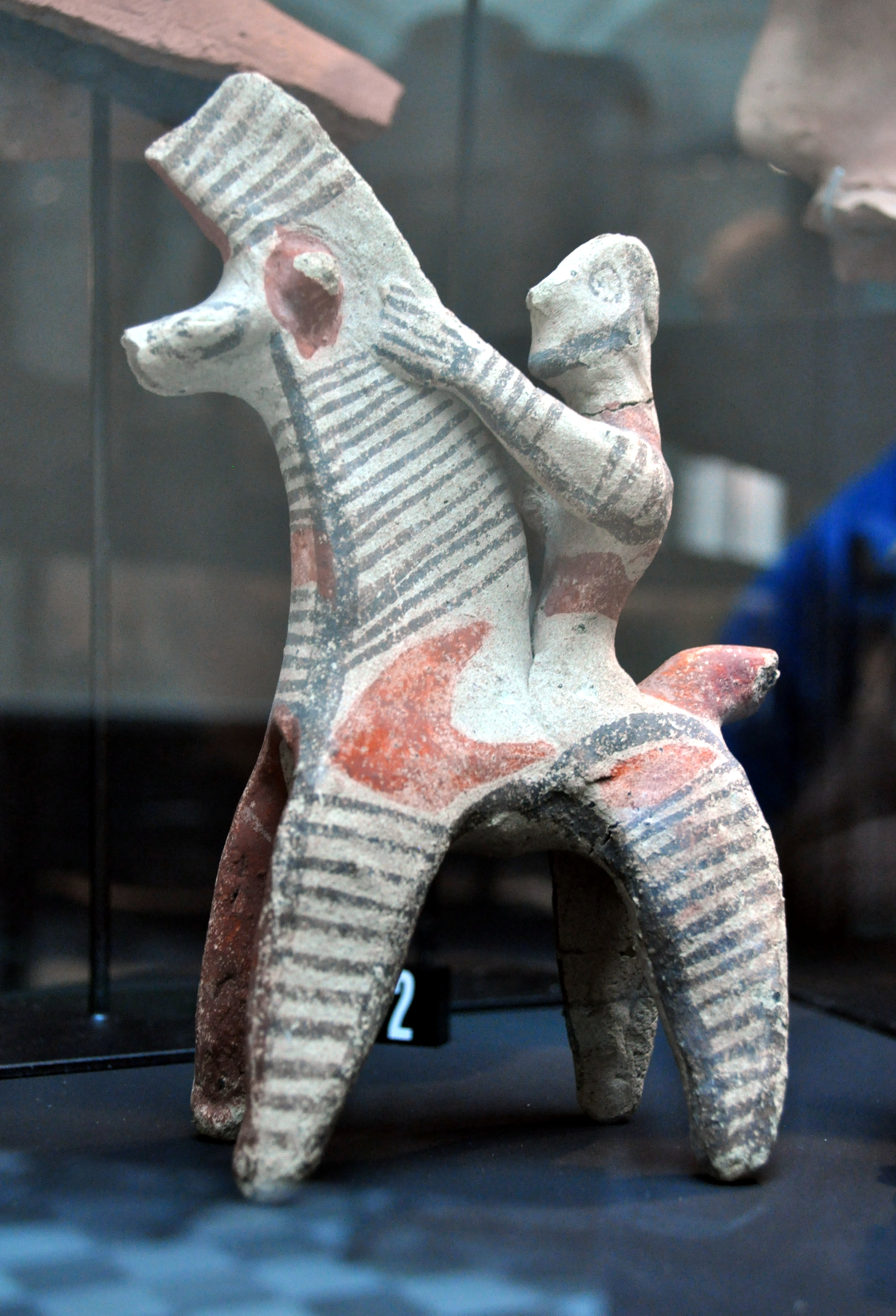
Reiter mit Pferd

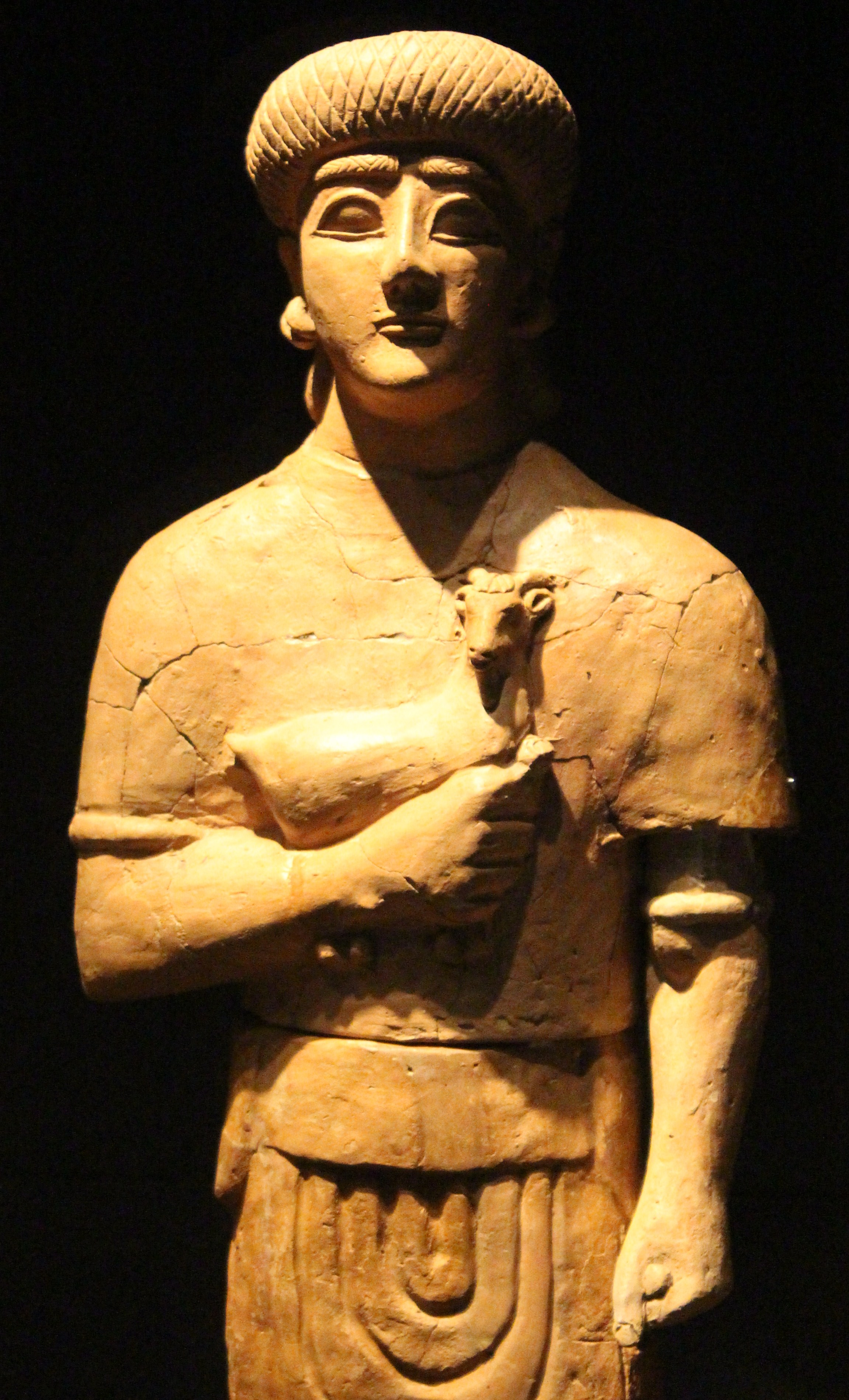
Votivgabe, Mann mit Opfertier?

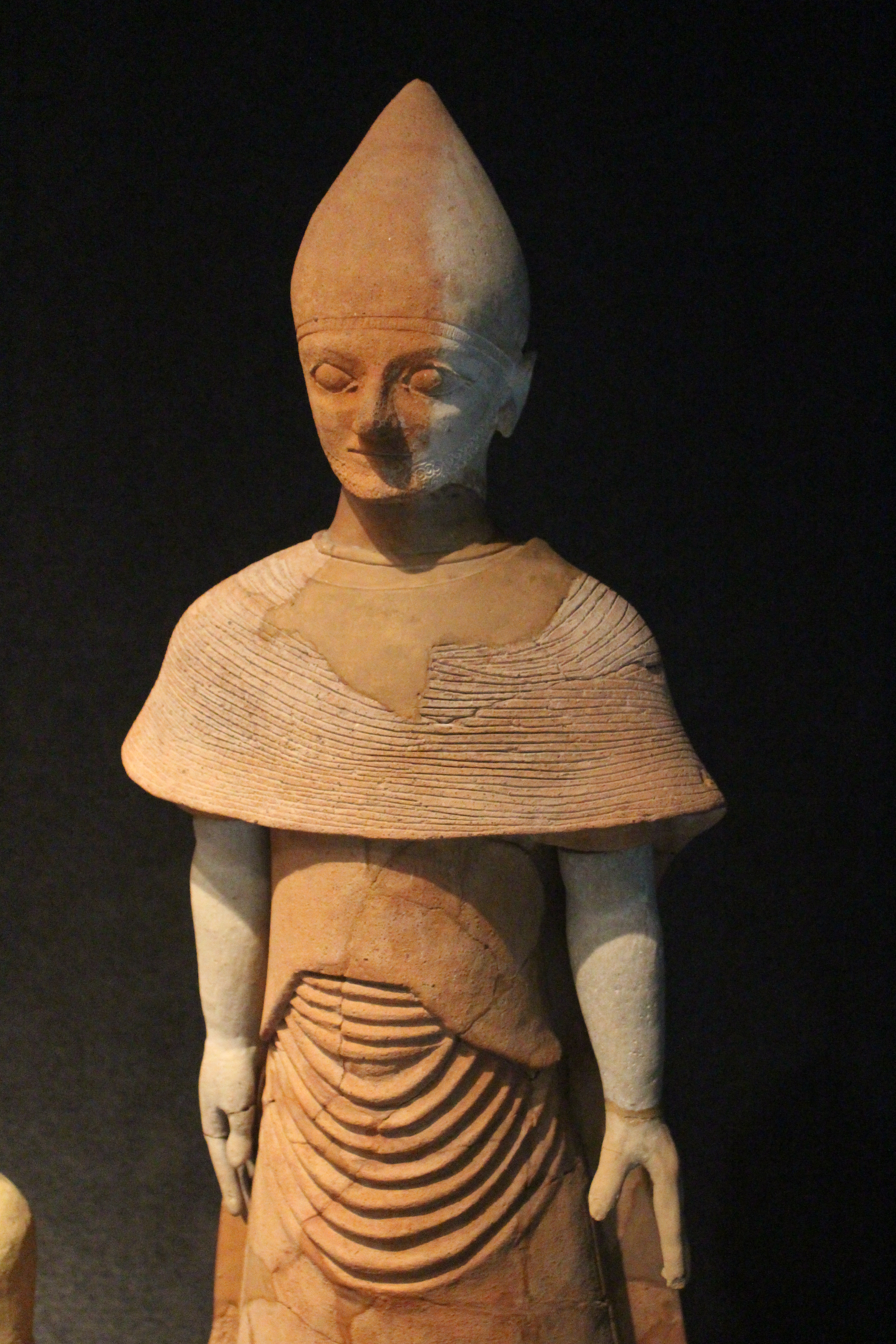
Votivgabe

Die Grabungsstätte Agia Irini befindet sich bei dem namensgebenden Ort Agia Irini (griechisch Αγία Ειρήνη) im Nordwesten der Mittelmeerinsel Zypern, wenige Kilometer von der Küste entfernt. Sie gehört formal zum Bezirk Kyrenia. Die Stätte wurde erstmals 1929 von der Schwedischen Archäologischen Mission ausgegraben. Das Gebiet wurde 1974 von der Türkei besetzt und mit der Gründung der Türkischen Republik Nordzypern im Jahr 1983 Teil dieses ausschließlich von der Türkei anerkannten Staates, bzw. seines Distriktes Girne. Den Italienern, die dort in den frühen 1970er Jahren gegraben hatten, wurde die weitere Arbeit untersagt.

## Hintergrund
Auf Initiative von Carlo Gallavotti aus Rom, dem Direktor des Istituto per gli Studi Micenei ed Egeo-Anatolici, hatte das Institut in Agia Irini 1970 eine Dépendance eingerichtet, woraufhin Franco Biancofiore die Ausgrabung der Nekropole übernahm. Ihm wiederum folgte Paolo Emilio Pecorella bis 1973.
Der Friedhof besteht aus einem ländlichen Temenos, das sich auf unregelmäßig ovalem, steinigem Grund langsam Richtung Küste absenkt, wobei es von einem großen Erdwall umgeben war. Es entstand in der Periode, die als Zypro-geometrisch I bezeichnet wird, und war bis zur Periode Zypro-geometrisch III (850–750 v. Chr.) in Gebrauch, bis die Peribolos-Mauer und der Boden angehoben wurden und die Füllung des ursprünglichen Bodens den alten Altar bedeckte. Nördlich der abgelegenen Anlage befand sich eine Siedlung, die sich archäologisch ab Mitte des 2. Jahrtausends v. Chr. belegen lässt. Es lassen sich Handelskontakte nach Syrien und in die Ägäis nachweisen. Die wenigen dortigen Beisetzungen wurden teilweise in die zypro-geometrische Periode datiert. Der Eingang zum Temenos befand sich im Süden, der Boden war mit gestampfter Erde bedeckt. Ein niedriger, annähernd dreieckiger Altar wurde im Norden des Temenos errichtet und ein Opfertisch für Trankopfer stand daneben. Dessen Tisch bestand aus einer Kalksteinplatte. Nach dem vollständigen Umbau wurde in der Nähe des alten ein neuer Altar errichtet, der aus einer monolithischen Kalksteinsäule bestand. Dieses Temenos war bis ins Zypro-Archaikum I in Gebrauch.
Das erste archaische Temenos entstand im mittleren Archaikum I und war bis ins Zypro-Archaikum II in Gebrauch. Das zweite archaische Temenos bestand bis in das mittlere Archaikum II, wurde dann repariert, um schließlich von einer gewaltigen Flut um 500 v. Chr. zerstört zu werden. Das dritte archaische Temenos wurde aufgegeben und dann wieder bis in das 1. Jahrhundert v. Chr. in Gebrauch genommen.
Berühmtheit erlangte die komplexe Anlage mit ihrer wechselhaften Geschichte durch eine große Anzahl von Tonfigurinen, die man rund um die Altare fand. Bei diesen etwa 2000 Figurinen allein aus der archaischen Periode handelte es sich wohl um Votivgaben, von denen nur zwei Frauen darstellen. Viele von ihnen sind ungewöhnlich groß, offenbar stammt ein großer Teil von ihnen aus denselben Werkstätten. Diese nutzten übereinstimmende Techniken und Stile über lange Zeiträume. Etwa die Hälfte der Figurinen wurde in das Medelhavsmuseet in Schwedens Hauptstadt Stockholm verbracht, während die andere Hälfte das Zypernmuseum in Nikosia füllt.
Der schwedische Archäologe Einar Gjerstad konnte 1948 auf der Basis der Stein- und Terrakottafunde eine Relative Chronologie aufstellen. Die archaische Periode wurde zum Ausgangspunkt, die in drei Stile eingeteilt wurde, nämlich „Proto-Zypriotisch“, „Neo-Zypriotisch“ und „Archaisch Zypro-Griechisch“. Dabei ergänzte er für die Steinskulpturen „Zypro-Ägyptisch“ sowie für das 5. und 4. Jahrhundert v. Chr. „Subarchaisch Zypro-Griechisch“ und „Klassisches Zypro-Griechisch“.